# Budget du gouvernement du Québec de 1993
Lire en ligne

Discours sur le budget

1992 1994
Le budget du gouvernement du Québec de 1993 s'appliquant à l'année fiscale 1993-94 est présenté par Gérard D. Levesque le 20 mai 1993 à l'Assemblée nationale. C'est le neuvième (et dernier) exposé budgétaire de Gérard D. Levesque et le 4e budget de la 34e législature.

## Contexte
Le budget est présenté dans un contexte économique médiocre mais en amélioration. Après 3 années de récession profonde, l'économie au moment de la présentation du budget montre des signes d'accélération, avec une croissance prévue de 2,6 % en 1993 au Québec.
Les autres indicateurs sont également relativement bons : inflation au plus faible depuis l'après-guerre, exportations dynamiques portées par un dollar canadien faible et chômage stabilisé, mais à un niveau élevé.
Les finances publiques sont en très mauvais état avec 4,978 milliards de déficit en 1992-93, un résultat bien plus mauvais que prévu à la suite de revenus en baisse (mauvaises rentrées fiscales et transferts fédéraux moins élevés) même si les dépenses ont aussi été plus faibles que prévu (des compressions additionnelles en cours d'années ayant limité les dépenses à un niveau inférieur de 248 millions à celui prévu au budget).

## Principales mesures

### Impôt sur le revenu
Afin de réduire les déficits publics, le ministre annonce plusieurs mesures destinées à augmenter les revenus et réduire les déductions et crédits d'impôts.
En premier lieu l'indexation des seuils d'imposition et des crédits personnels est suspendue pour un an.

#### Resserrement des dépenses fiscales
Plusieurs dépenses fiscales sont réformées:
- Le taux de déductibilité des frais de repas et allocations automobiles passe de 80 % à 50 % ;
- La déduction pour revenu d'emploi est abolie ;
- Plusieurs déductions sont transformées en crédit d'impôts (comme au fédéral depuis la réforme de 1987) :
  - La déduction pour cotisation à l'assurance-chômage ;
  - La déduction pour cotisation au Régime des rentes du Québec ;
  - La déduction pour dons de bienfaisance.
- Les règles du Régime d'épargne-actions sont resserrées pour exclure toute entreprise ayant plus de 250 millions de dollars d'actifs ;
- Certains régimes d'assurance-vie fournis par l'employeur sont désormais considérés comme des avantages imposables ;
- Le montant d'émission du Fonds de solidarité FTQ est plafonné à 75 millions jusqu'au 1er mars 1994 ;
- Certaines aides à la recherche et au développement sont resserrées ;
- Les règles de l'impôt minimum sont durcies et son taux passe à 20 %.

#### Instauration d'une surtaxe sur le revenu
Les contribuables les plus aisés sont redevables à partir du 1er janvier 1993 (donc de façon rétroactive jusqu'au 20 mai 1993) à une surtaxe:
- De 5 % sur l'impôt à payer excédant 5 000 $;
- De 5 % supplémentaire sur l'impôt à payer excédant 10 000 $.

Selon les calculs du ministère des Finances, les contribuables vivant seuls gagnant moins de 32 500 $ ou ceux en couple avec deux enfants gagnant moins que 45 460 $ ne sont pas concernés par la mesure.

#### Assujettissement de tous les revenus à la contribution au Fonds des services de santé
Toutes les formes de revenu (excepté les pensions alimentaires) sont désormais assujetties à une contribution de 1 % au Fonds des services de santé (FSS). La contribution donne lieu à un crédit d'impôt pour le calcul de l'impôt sur le revenu personnel.
Jusqu'à la date du budget seuls les employeurs cotisaient au FSS (à hauteur de 3,75 % de leur masse salariale).

### Autres taxes
Quelques mois après la publication du rapport Vivre selon nos moyens, le ministre annonce l'alignement des frais de scolarité universitaire avec la moyenne canadienne, sans annoncer d'échéancier précis,.
Le ministre annonce également vouloir négocier avec le gouvernement fédéral une modification de la Loi canadienne sur la santé pour permettre la création d'un ticket modérateur (soit à chaque visite, soit annuellement par la déclaration de revenus). Tant Kim Campbell que Jean Charest, candidats au leadership du Parti progressiste-conservateur pour prendre la suite de Brian Mulroney, démissionnaire, se déclarent disposés à discuter d'amendements à la loi fédérale.
Le taux spécifique de l'impôt sur le tabac appliqué au tabac en feuille, instauré le 23 avril 1993, est largement abaissé (passant de 0,292 à 0,146 $ par gramme).

### Dépenses
Le budget de dépenses du gouvernement est déposé le 24 mars 1993 par le ministre des Finances. Ceux-ci prévoient notamment:
- Des coupures de 145 millions dans le budget de la santé et des services sociaux (dont 96 millions de coupes à la RAMQ) ;
- 89 millions de coupures dans le réseau de l'éducation et de l'enseignement supérieur ;
- Une hausse de 216 millions pour les programmes d'aide sociale ;
- 560 millions de coupures dans les autres programmes.

Le budget annonce également plusieurs mesures de réduction des dépenses:
- Le remboursement des médicaments au prix le plus bas et non plus selon le prix du médicament prescrit ;
- Le déremboursement des services optométriques pour les personnes de 41 à 64 ans (hors certaines pathologies tel le daltonisme). Les examens de dépistages demeurent remboursés.

## Réactions
Le budget est accueilli de façon mitigée : Claude Picher de La Presse félicite le volontarisme du ministre sur la réduction du déficit mais critique l'effet économique et psychologique des hausses d'impôts annoncées et le manque d'initiatives sur la réduction des dépenses publiques.
Gérard Bérubé du Devoir est encore plus critique, pointant un budget calibré pour rassurer les agences de notations mais impactant négativement la croissance économique et ne soutenant ni la compétitivité des entreprises ni la création d'emploi. Le lendemain dans le même journal, Jean-Robert Sansfaçon relativise les défauts du budget en pointant que le contexte économique difficile est fortement influencé par la politique monétaire restrictive de la Banque du Canada et l'éditorial pointe en mots très durs « l'acharnement presque criminel d'un croisé du monétarisme triomphant, M. John Crow (en) » qui est alors gouverneur de la Banque du Canada.
Le caractère rétroactif de l'instauration de la surtaxe est fortement critiquée par les milieux d'affaires, l'opposition officielle (alors le Parti québécois) et la population en général. Gérard D. Levesque confirme après le budget son intention d'imposer rétroactivement la surtaxe en soulignant qu'elle affecte seulement les contribuables les plus aisés.
L'opposition critique plus globalement toutes les augmentations d'impôts prévues par le budget. Jacques Léonard, porte-parole de l'opposition officielle sur les finances publiques qualifie le budget de « désespérant » et pointe le risque d'une « révolte des contribuables ». Jacques Parizeau, chef de l'opposition officielle, déclare en conférence de presse: 

« Ce n'est pas le budget du courage. C'est le budget de la résignation, du renoncement, du désespoir »

— Jacques Parizeau, chef de l'opposition officielle

## Parcours législatif
La grande majorité du contenu du budget est incorporé dans le projet de loi 112 qui est présenté le 11 novembre 1993 par le ministre du Revenu Raymond Savoie. Le projet de loi est adopté en troisième lecture le 16 décembre 1993 et est sanctionné le lendemain.
| Parti | Parti           | Pour | Contre | Abstention | Absent |
| ----- | --------------- | ---- | ------ | ---------- | ------ |
|       | Parti libéral   | 40   | 0      | 0          | 46     |
|       | Parti québécois | 0    | 15     | 0          | 18     |
|       | Parti égalité   | 0    | 0      | 0          | 2      |
|       | Indépendants    | 0    | 0      | 0          | 3      |
| Total | Total           | 40   | 15     | 0          | 69     |

## Exécution
L'exécution du budget 1993-94 fut médiocre mais nettement meilleure que celle du budget précédent : les revenus étant plus faibles que prévu (malgré une hausse des transferts fédéraux par rapport aux prévisions) et les dépenses plus importantes.
|                       |                      |                      |           |  |
| Indicateur            | 20 mai 1993 Discours | Résultats définitifs | Variation |  |
|                       |                      |                      |           |  |
| Revenus autonomes     | 29 335               | 28 273               | 1 062     |  |
| Transferts fédéraux   | 7 378                | 7 791                | 413       |  |
| Revenus totaux        | 36 713               | 36 064               | 649       |  |
|                       |                      |                      |           |  |
| Dépenses de programme | 35 806               | 35 634               | 172       |  |
| Service de la dette   | 5 052                | 5 324                | 272       |  |
| Dépenses              | 40 858               | 40 958               | 100       |  |
|                       |                      |                      |           |  |
| Déficit               | 4 145                | 4 894                | 749       |  |
|                       |                      |                      |           |  |

### Textes officiels
- [PDF] Budget 1993-94 : Discours sur le budget, 20 mai 1993 (lire en ligne)
- [PDF] Comptes publics 1993-94, 1994 (lire en ligne)